# 本町 (東村山市)
本町（ほんちょう）は、東京都東村山市の町名。現行行政地名は本町一丁目から本町四丁目。郵便番号189-0014。

## 地理
東村山市の中央部。西武鉄道東村山駅が街区西側に存在する。
東から時計回りに、東久留米市恩多町、東久留米市栄町、東村山市美住町、東村山市野口町、東村山市諏訪町、東村山久米川町に隣接する。

### 河川
- 空堀川

## 交通

### 鉄道
街区内2丁目に東村山駅東口が存在する。
| 街区内に存在する駅                                        |
| --------------------------------------------------------- |
| 西武新宿線 国分寺線 西武園線 - 東村山駅（SS 21）（SK 05） |

### バス
- 西武バス所沢営業所…周辺の路線を運行している。

### 道路
- 東京都道・埼玉県道16号立川所沢線

## 施設

### 本町一丁目
- 東村山市役所

### 本町二丁目
- 東村山駅